# ميخائيل غراهام (لاعب اتحاد الرغبي)
ميخائيل غراهام (بالإنجليزية: Michael Graham)‏ هو لاعب اتحاد الرغبي أمريكي، ولد في 1 يوليو 1985 في Doylestown, Pennsylvania ‏ في الولايات المتحدة.